# Trznadel szarogłowy
Trznadel szarogłowy (Schoeniclus spodocephala) – gatunek średniej wielkości wędrownego ptaka z rodziny trznadli (Emberizidae). Gniazduje na terenie Syberii, od okolic południka 85°E na wschód po Rosyjski Daleki Wschód, a dalej Koreę Północną, północną Mongolię i północno-wschodnie Chiny. Zimuje głównie w północnej Azji Południowo-Wschodniej. Raz stwierdzony w Polsce. Nie jest zagrożony wyginięciem.

## Taksonomia
Po raz pierwszy gatunek opisał Peter Simon Pallas w 1776. Holotyp mógł pochodzić z kilku miejsc, między innymi Daurii. Autor nadał nowemu gatunkowi nazwę Emberiza spodocephala. Obecnie (2022) część autorytetów podtrzymuje tę nazwę i tym samym pozycję w obrębie rodziny, niektóre zamiast w Emberiza umieszczają trznadla szarogłowego w rodzaju Schoeniclus.
Pozycję trznadla szarogłowego względem części innych przedstawicieli Schoeniclus przedstawia poniższy kladogram, stanowiący uproszczony wycinek drzewa filogenetycznego uzyskanego przez Barkera i innych (2015):
|  | S. rusticus+S. pusillus |
|  |                         |
|  | S. rutilus              |
|  |                         |

|  | S. variabilis+S. chrysophrys |
|  |                              |
|  | S. tristrami                 |
|  |                              |

|  | S. aurelous     |
|  |                 |
|  | S. spodocephala |
|  |                 |

|  | S. variabilis+S. chrysophrys |
|  |                              |
|  | S. tristrami                 |
|  |                              |

|  | S. aurelous     |
|  |                 |
|  | S. spodocephala |
|  |                 |

|  | S. rusticus+S. pusillus |
|  |                         |
|  | S. rutilus              |
|  |                         |

|  | S. variabilis+S. chrysophrys |
|  |                              |
|  | S. tristrami                 |
|  |                              |

|  | S. aurelous     |
|  |                 |
|  | S. spodocephala |
|  |                 |

|  | S. variabilis+S. chrysophrys |
|  |                              |
|  | S. tristrami                 |
|  |                              |

|  | S. aurelous     |
|  |                 |
|  | S. spodocephala |
|  |                 |

|  | S. rusticus+S. pusillus |
|  |                         |
|  | S. rutilus              |
|  |                         |

|  | S. variabilis+S. chrysophrys |
|  |                              |
|  | S. tristrami                 |
|  |                              |

|  | S. aurelous     |
|  |                 |
|  | S. spodocephala |
|  |                 |

|  | S. variabilis+S. chrysophrys |
|  |                              |
|  | S. tristrami                 |
|  |                              |

|  | S. aurelous     |
|  |                 |
|  | S. spodocephala |
|  |                 |

|  | S. rusticus+S. pusillus |
|  |                         |
|  | S. rutilus              |
|  |                         |

|  | S. variabilis+S. chrysophrys |
|  |                              |
|  | S. tristrami                 |
|  |                              |

|  | S. aurelous     |
|  |                 |
|  | S. spodocephala |
|  |                 |

|  | S. variabilis+S. chrysophrys |
|  |                              |
|  | S. tristrami                 |
|  |                              |

|  | S. aurelous     |
|  |                 |
|  | S. spodocephala |
|  |                 |

Trznadel szarogłowy okazał się być gatunkiem siostrzanym wobec trznadla złotawego (S. aurelous), a ich linie rozwojowe rozdzieliły się około 3,07 mln lat temu. Linie rozwojowe kladów S. aurelous+S. spodocephala oraz S. variabilis+S. chrysophrys+S. tristrami rozeszły się blisko 4,0 mln lat temu. Hooper i Price (2017) uzyskali częściowo zbieżne wyniki, jednak nie uwzględnili kilku gatunków. Według nich trznadle złotawy i szarogłowy również są gatunkami siostrzanymi, lecz najbliżej spokrewnionymi z nimi jest trznadel złotobrewy (S. chrysophrys). Ten blisko 5,5 mln lat temu oddzielił się od kladu S. chrysophrys+S. spodocephala, natomiast linie rozwojowe tych dwóch gatunków rozeszły się 4,66 mln lat temu. W badaniu nie uwzględniono trznadli szarych i amurskich.
Odrębność gatunkowa trznadla kreskowanego (S. (s.) personatus) jest sporna. Na Kompletnej liście ptaków świata... (2022) został on umieszczony jako podgatunek trznadla szarogłowego, podobnie jak na Howard and Moore Complete Checklist... (2014). IOC uznaje go za odrębny monotypowy gatunek, tak jak Clements Checklist of Birds of the World (sierpień 2022) oraz autorzy listy ptaków świata opracowywanej we współpracy BirdLife International z autorami HBW (6. wersja online: grudzień 2021). Trzema wyróżnianymi przez niektóre autorytety podgatunkami są:
- trznadel szarogłowy, S. (s.) spodocephala (Pallas, 1776)
- trznadel kreskowany, S. (s.) personatus (Temminck, 1836)
- trznadel czarnokantarowy, S. (s.) sordidus (Blyth, 1845)

## Morfologia
Długość ciała wynosi około 13,5–16 cm, a masa ciała – 13–27 g. Wymiary średnie dla osobników podgatunku nominatywnego przedstawia poniższa tabela.
| Płeć   | Dł. skrzydła   | n  | Dł. ogona    | n  | Dł. dzioba       | n  | Dł. skoku        | n  |
| ------ | -------------- | -- | ------------ | -- | ---------------- | -- | ---------------- | -- |
| samce  | 68–77 (72,2)   | 24 | 56–69 (63,6) | 24 | 11,1–13,5 (12,5) | 38 | 17,5–19,8 (18,9) | 36 |
| samice | 65–71,5 (67,9) | 18 | 57–66 (60,6) | 18 | 9,1–11,0 (10,0)  | 37 | 17,5–19,8 (18,9) | 36 |

Trznadle szarogłowe pod względem rozmiarów i proporcji ciała przypominają potrzosa zwyczajnego (S. schoeniclus). Przeważnie w terenie sprawiają wrażenie dość ciemnych ptaków bez cech charakterystycznych. W szacie godowej u ptaków podgatunku nominatywnego głowa, gardło i pierś są ołowianoszare, a przód głowy i gardło – czarniawe. Brzuch jasnożółty (u osobników z zachodniej części zasięgu – niemal biały), po bokach występują rzadkie czarne pasy. Wierzch ciała głównie płowobrązowy z czarnymi pasami, kuper – szarobrązowy, bez pasków. Po bokach ogona obecne białe wstawki. Dwa jasnoochrowe paski skrzydłowe nie wyróżniają się. Dziób mocno zbudowany z prostą górną krawędzią, szary z różowawą żuchwą. Nogi różowe. W szacie spoczynkowej głowę i pierś pokrywają częściowo brązowe plamki na końcówkach piór, lecz ogólny wzór upierzenia zostaje zachowany.
U samic brakuje charakterystycznych cech. W przeciwieństwie do samców nie występuje u nich ciemny przód głowy oraz jednolicie szare upierzenie głowy i piersi, mają natomiast brudnobiałe gardło i białawe paski przyżuchwowe (najjaśniejsze z elementów upierzenia głowy) oraz słabo widoczne ciemniejsze paski podbródkowe. Mają pokryte brązowo-szarymi pasami ciemię oraz słabo zaznaczoną jasną brew. Grzbiet samic jest brązowy, w dosyć ciepłym odcieniu, z ciemniejszymi pasami. Głowa, szyja i boki piersi przeważnie zdają się mieć szarawy nalot. Spód ciała brudnobiały (niemal popielaty), z delikatnym kremowym nalotem. Boki tułowia i piersi pokrywają grube czarne pasy. Kuper szarobrązowy z niewyraźnymi ciemnymi nieregularnymi plamami. Dymorfizm sezonowy słabo zaznaczony.
Osobniki młodociane przypominają samice, jednak z bardziej matowym i nieco bardziej brązowawym upierzeniem. Niemal nie występuje u nich szary nalot na głowie i szyi.

## Zasięg występowania
Obszar występowania poszczególnych podgatunków trznadla szarogłowego jest następujący:
- trznadel szarogłowy (S. (s.) spodocephala) – Syberia od doliny Jeniseju w środkowym biegu[8] (od okolic południka 85°E[13]) na wschód po Jakucję (najdalej na północ do okolic Wierchojańska[14]) oraz na południe po Ałtaj, okolice Bajkału[8] (Irkuck[14]), Rosyjski Daleki Wschód, Koreę Północną, północną Mongolię[8] (góry Chentej i Sajany, których większa część znajduje się jednak w Rosji[3]) i północno-wschodnie Chiny[8] (Mandżuria); zimowiska znajdują się w południowej i wschodniej części Chin[8][12];
- trznadel kreskowany (S. (s.) personatus) – południowy Sachalin, południowe Wyspy Kurylskie oraz północna i środkowa Japonia, a w okresie zimowym również jej południowa część[8] – od północnego Honsiu na południe przez Sikoku i Kiusiu po wyspy Riukiu oraz Wyspy Izu[3];
- trznadel czarnokantarowy (S. (s.) sordidus) – środkowo-zachodnie, środkowo-północne i środkowe Chiny (od północnego Junnanu, zachodniego Syczuanu i północno-wschodniej prowincji Qinghai po Hubei[8], czasem pojawiają się też w środkowym Kuejczou i zachodnim Hunan[3]); zimowiska ciągną się od podnóży Himalajów na wschód po Nepal, północno-wschodnie Indie oraz północną Azję Południowo-Wschodnią[8] (północna Mjanma, północny Półwysep Indochiński[3]).

W bazie BirdLife International wymienione jest 8 państw, w których trznadla szarogłowego stwierdzano jedynie wyjątkowo: Afganistan, Bhutan, Finlandia, Niemcy, Indonezja, Kazachstan, Holandia, Wielka Brytania. 29 maja 2021 samca trznadla szarogłowego obserwowano na Helu; po zaakceptowaniu tego stwierdzenia Komisja Faunistyczna Sekcji Ornitologicznej Polskiego Towarzystwa Zoologicznego wciągnęła ten gatunek na Listę awifauny krajowej.

## Ekologia i zachowanie

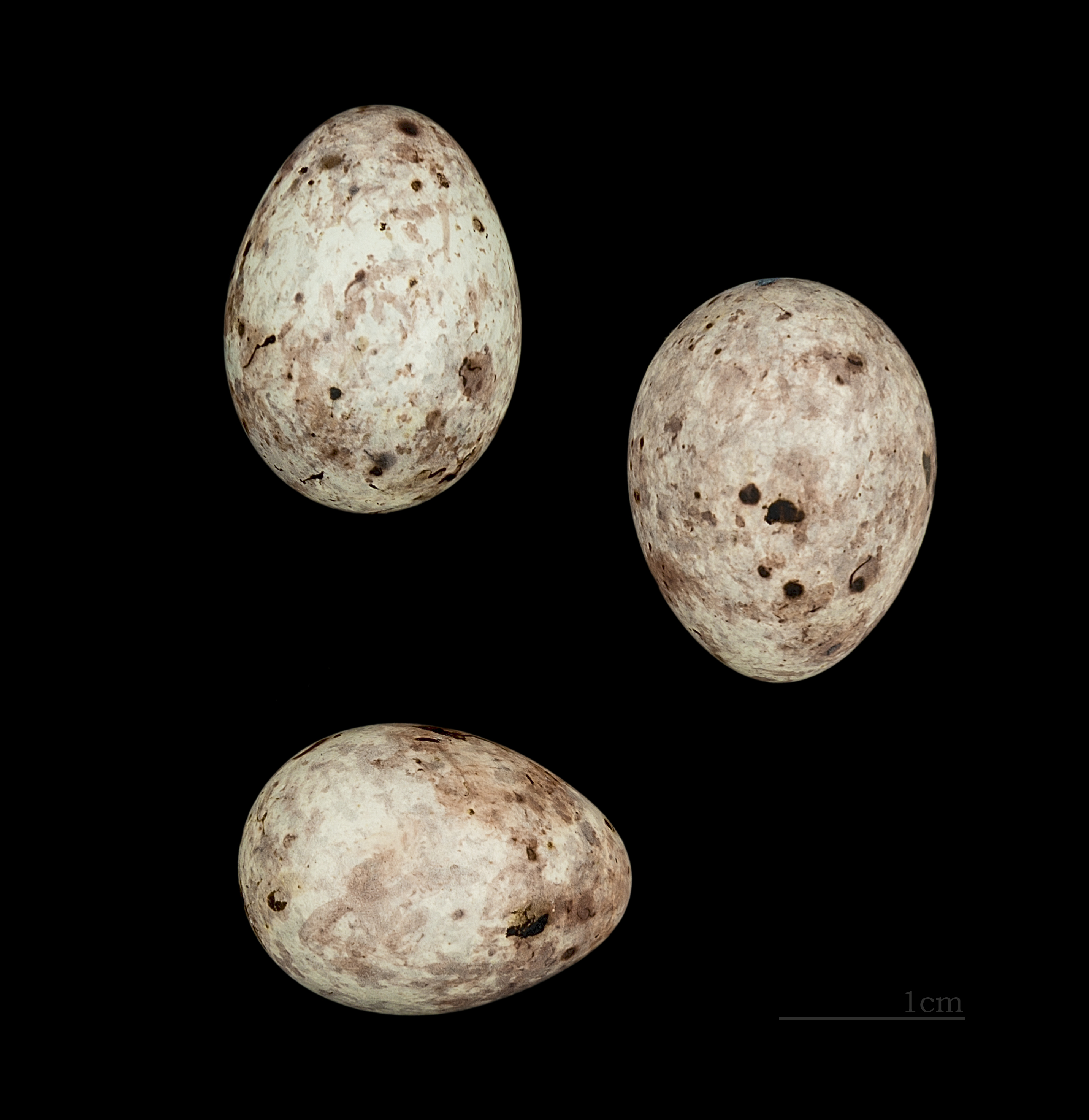
Jaja podgatunku personatus z kolekcji muzealnej

Środowiskiem życia trznadli szarogłowych jest tajga, podobnie jak u wielu innych trznadli. Preferują stosunkowo wysoką i gęstą roślinność. Na Syberii często zamieszkują te najbardziej wilgotne połacie zwartego drzewostanu, jednak pojawiają się także wśród krzewów i drzew wzdłuż brzegów rzek lub zbiorników. Czasami pojawiają się w górskich lasach (zarówno iglastych, jak i liściastych). Na Ałtaju występują co najmniej do 600 m n.p.m., w Japonii – do 1500 m n.p.m. (niekiedy wyżej), w północnej Mongolii – co najmniej do 1300 m n.p.m. Zimą zapuszczają się na niżej położone tereny u podnóża gór i na nizinach. Zwykle przebywają wówczas w zakrzewieniach rosnących wzdłuż cieków lub na skraju zadrzewień i przecinek.
Pożywieniem dorosłych trznadli szarogłowych w okresie lęgowym są przede wszystkim bezkręgowce, zarówno dorosłe, jak i larwy; między innymi niewielkie piewikowate (Cicadidae) oraz inne pluskwiaki (Hemiptera), muchówki (Diptera), mrówkowate (Formicidae), motyle (Lepidoptera), chrząszcze (Coleoptera) i pająki (Araneae). Skład diety piskląt jest podobny. Podczas przelotów i na zimowiskach trznadle szarogłowe żywią się różnymi nasionami, również zbóż. Pokarmu szukają głównie na ziemi. Poza sezonem lęgowym przebywają przeważnie w małych grupach, czasem z trznadlami innych gatunków.

### Lęgi
Okres lęgowy u trznadli szarogłowych zaczyna się zwykle między majem a połową czerwca, zależnie od obszaru występowania. Pisklęta miejscami klują się jeszcze we wrześniu. Trznadle szarogłowe wyprowadzają dwa lęgi w roku. Gniazdo prawdopodobnie buduje wyłącznie samica. Budulec stanowią miękkie trawy, wyściółkę zaś – włosie. Gniazdo przeważnie umieszczone jest na ziemi lub nisko na krzewie albo roślinie zielnej, czasem wyżej (do 5 m nad ziemią). Zniesienie składa się z 4 lub 5 jaj o jasnozielonej, niebieskawej lub różowawej skorupie pokrytej plamami barwy kasztanowej, podobnej do umbry, niekiedy też fioletowobrązowymi; na nich znajdują się jeszcze ciemne plamki i linie. Samica wysiaduje sama przez 12–14 dni. Pisklęta są karmione przez obydwa ptaki z pary. Opuszczają gniazdo po 9–14 dniach od wyklucia.

## Status i zagrożenia
IUCN uznaje trznadla szarogłowego za gatunek najmniejszej troski (LC, Least Concern) od 2016 (stan w 2022); wcześniej gatunek nie był klasyfikowany w tym samym ujęciu systematycznym. BirdLife International uznaje trend liczebności populacji za prawdopodobnie stabilny. IUCN uznaje trznadla kreskowanego (S. (s.) personatus) za osobny gatunek, ale także zalicza go do kategorii najmniejszej troski.